# Edgar Alfred Baes
Edgar Alfred Baes (geboren am 24. Juni 1837 in Ostende; gestorben am 12. Februar 1909 in Ixelles/Elsene) war ein belgischer Maler, Radierer, Kupferstecher, Kunstkritiker, Kunsthistoriker und Schriftsteller.

## Leben
Edgar Alfred Baes war ein Sohn von Pierre François Baes, der für das Zoll- und Verbrauchsteueramt arbeitete, und dessen Frau Silvie-Octavie (geborene Dutoiet oder Dutoict) und der ältere Bruder des Malers Lionel Oscar Baes (18. Juli 1839–9. Dezember 1913). Er studierte an der Académie des Beaux-Arts in Brüssel, wo er sich nach dem Ende seiner Studienzeit niederließ. Er fertigte als Maler zahlreiche Landschafts- und Marinebilder in Öl und Aquarell radierte historische Darstellungen sowie Künstlerporträts, Genre- und Landschaftsstudien. Zudem verfasste er als Kunstschriftsteller Abhandlungen über die Kunst des Mittelalters, die französische Malerei des 18. Jahrhunderts sowie 1864 zur flämischen Malerschule, im selben Jahr, in dem auch Antoine Joseph Wiertz sein Wert zu diesem Thema veröffentlichte. Er widmete sich auch der Kunstkritik und schrieb Beiträge für das Brüsseler Journal des Beaux-Arts, La Fédération artistique (1894 bis 1900), Le Carillon (1901 bis 1908) und andere französische und belgische Fachzeitschriften. Baes veröffentlichte mehrere Novellen und Romane sowie Bücher über die Geschichte der belgischen Kunst und Artikel zu Künstlern mit dem Namen Baes in Band 2 des Allgemeinen Lexikon der Bildenden Künstler von der Antike bis zur Gegenwart.
Im August 1883 gründete er gemeinsam mit seinem Bruder und weiteren Künstlern den „Cercle des Aquarellistes et des Aquafortistes Belges“ im Café „A La porte verte“ in Brüssel. Er fungierte dort als deren Sekretär, wurde zum Offizier der Pariser Académie ernannt und erhielt zahlreiche Auszeichnungen.
Baes war unverheiratet und lebte viele Jahre hindurch von 1871 bis 1882 in häuslicher Gemeinschaft mit seinem Bruder in der Wérystraat 15.

## Werke (Auswahl)
Gemälde
- Spaans avonturier uit 1566
- Le martyre de Marguerite de Louvain
- En ouragan dans les Dunes
- Armen van het klooster
- Maaltijd van de oude jonkman
- Het mirakel van Fiere Margriet te Leuven
- Portret van Henri met de Bles, Portret van Joachim Patinir, Portret van Paul Bril
- Avond te Nieuwendijk
- Avond nabij Brandenburg
- Weg in de Kempen
- Gezicht te Amalfi
- Kusten van Normandie
- Schip in nood voor Cap Blanc-Nez

Radierungen
- 1872: Het lijk van Maria van Bourgondië te Rrugge getoond
- 1873: Dood van Philips de Stoute und Overstroming
- 1874: Herinnering aan de Mame
- 1875: Sint-Jansvuren
- 1876: Vijver van Groenendaal

Schriften
- L’art primitif français et le style de Flandre et de Bourgogne.
- Le symbole et l’allégorie dans la figuration de la pensee. Hayez, Brüssel 1899–1900.
- La Famille Floris. In: Revue Générale (Historischer Roman über die Künstlerfamilie Floris de Vriendt).
- Een verhandeling over de basiskenmerken van de Vlaamse Schilderschool. 1864 (Ausgezeichnet durch die Brüsseler Akademie, Darstellung des Grundcharakters der vlämischen Malerschule).
- Histoire de la peinture de paysage. In: Annales de la Société Royale des Beaux-Arts et de Littérature de Gand. 1875.
- La peinture flamande et son enseignement: sous le régime des confréries de St-Luc. F. Hayez, Brüssel 1882 (babel.hathitrust.org)
- Recherches sur les matières colorants employées par les artistes dans les divers procédés de peinture en usage dans l’antiquité, pendant le moyen âge et à l’époque de la renaissance. In: Bulletin des Commissions Royales d’Art et d’Archéologie. 22, 1883, S. 5–107.